# Aalmarkt

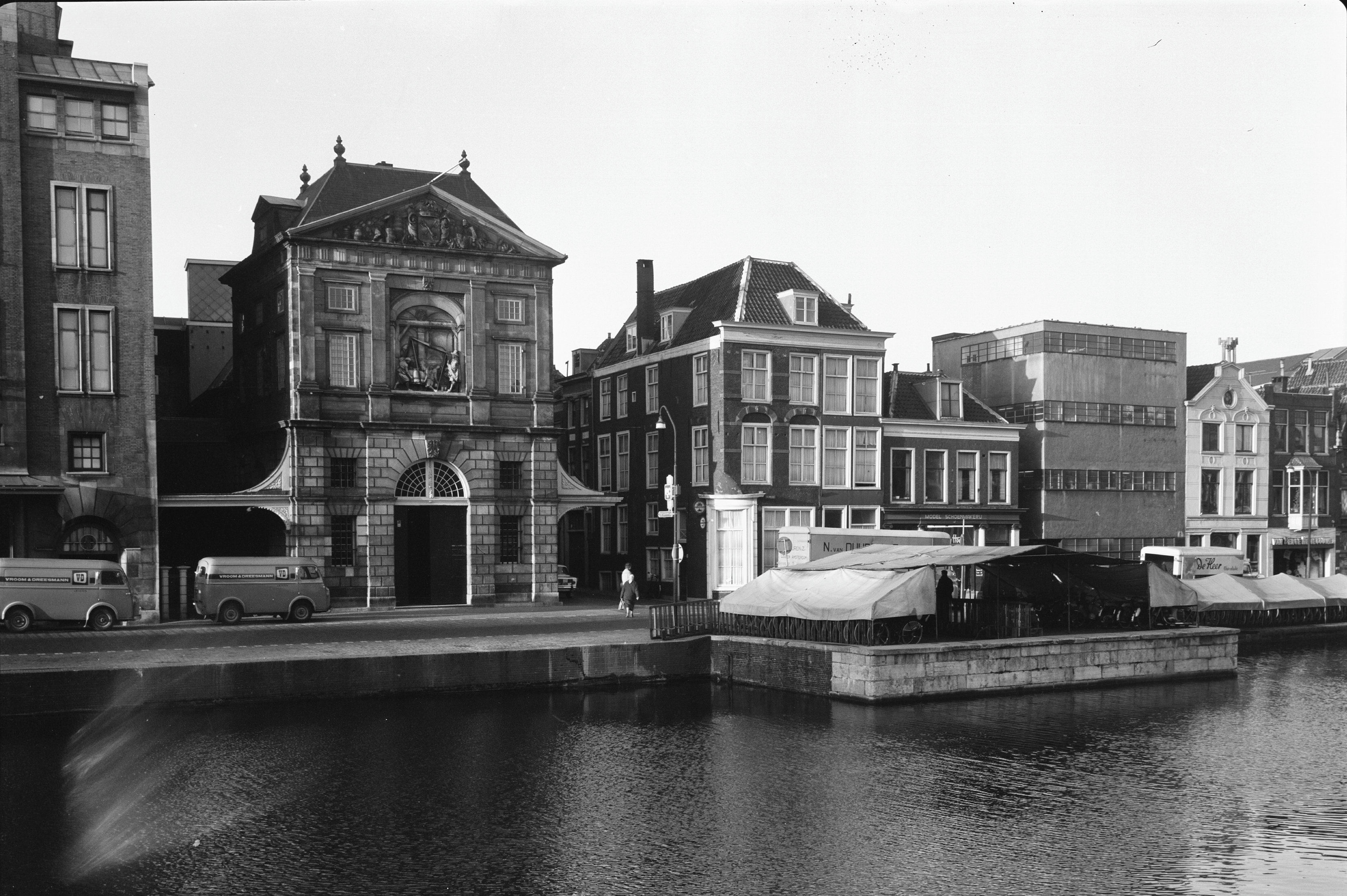
Overzicht van de Aalmarkt, met de Waag en het in 1976 verdwenen rechthoekige Van Nelle-gebouw

De Aalmarkt is een straat in de binnenstad van de Nederlandse stad Leiden.
De Aalmarkt ligt langs het water van de Oude Rijn, vlak bij de plek waar de Oude en de Nieuwe Rijn bij elkaar komen. In het centrum van Leiden is de rivier gekanaliseerd, waardoor de indruk van een gracht wordt gewekt. De Aalmarkt ligt buitendijks op de plek waar ooit de rivier stroomde. De straat aan de overzijde van het water heet de Stille Rijn.
Leiden kent geen centraal marktplein zoals andere Hollandse steden. De handel werd bedreven langs de kades van de Rijn. Vanuit het westen (stroomafwaarts) ligt de Aalmarkt in het verlengde van de Boommarkt. Stroomopwaarts volgen vervolgens de Vismarkt en de Botermarkt. Op een klein stukje na is de markt van de Aalmarkt verdwenen. Deze vindt nu nog plaats op de andere kades aan weerszijden van de Nieuwe Rijn.
In de jaren zestig en zeventig van de twintigste eeuw was de 'marktenroute' in de volgorde Botermarkt - Vismarkt - Aalmarkt - Boommarkt een hoofdroute voor het verkeer en het openbaar vervoer. Het eenrichtingsverkeer was tegengesteld aan dat in de parallel lopende Breestraat. Inmiddels is de Aalmarkt in hoofdzaak toegankelijk voor voetgangers en fietsers.

## Monumenten

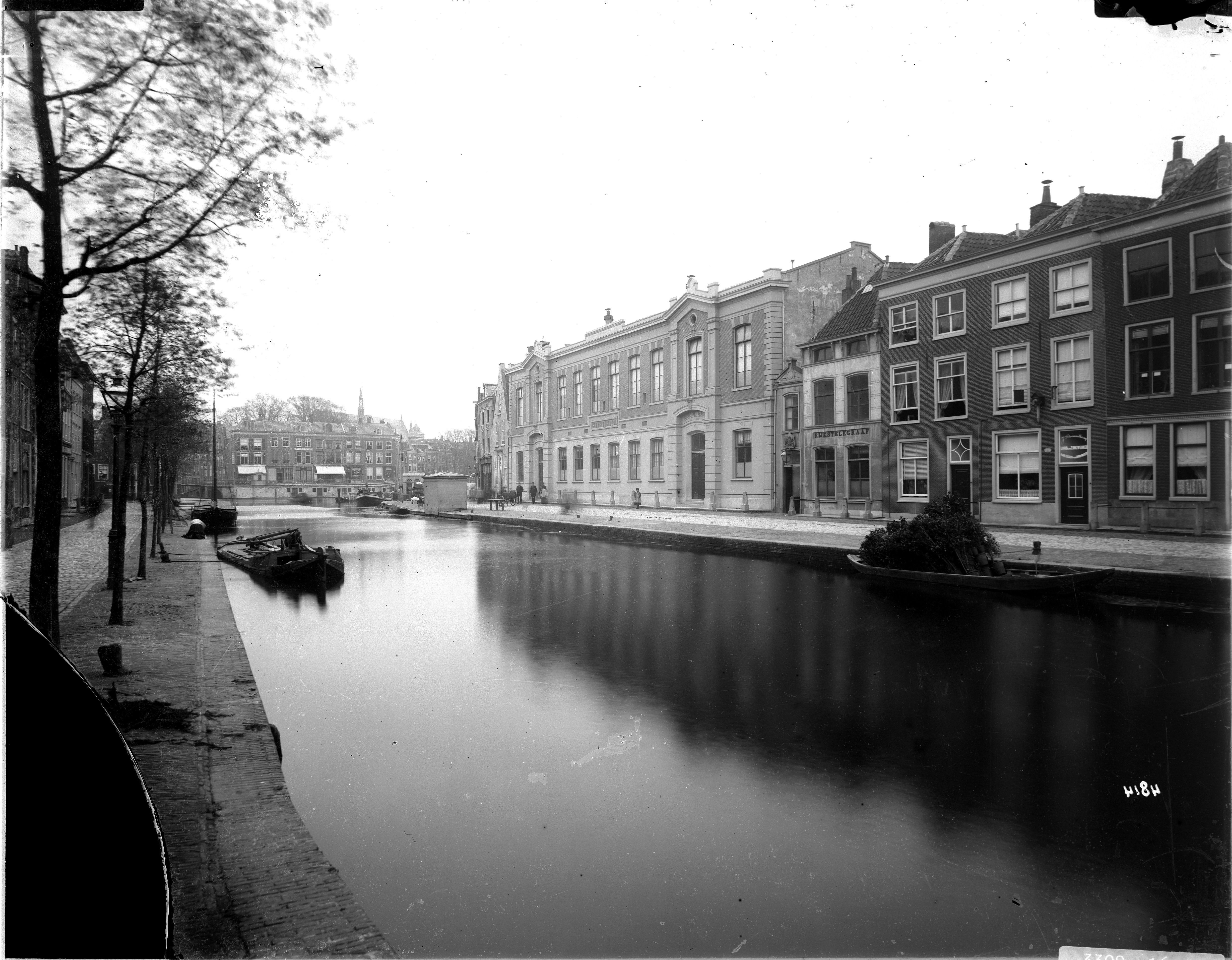
Aalmarkt gezien van de Kippenbrug. Rechts de Gemeenteschool van 1861, op de achtergrond de Hoogstraat. Voor 1882.

De Aalmarkt kent 21 noteringen in het gemeentelijk monumentenregister, waarvan 15 de status van rijksmonument hebben. Van de huidige panden hebben er slechts twee geen monumentenstatus. De belangrijkste monumenten zijn het 17e-eeuwse Waaggebouw op nummer 21 en het naastgelegen warenhuis van Vroom & Dreesmann, geopend in 1936 en gerenoveerd in 2014. In dit pand vestigde zich in 2017 Hudson's Bay. De Aalmarktzaal (ingang Aalmarkt 7), de kleine zaal voor onder meer kamermuziek van de Stadsgehoorzaal Leiden, bevindt zich sinds 2009 achter de voorgevel van de vroegere Aalmarktschool. Op deze plek stond het Sint-Catharinagasthuis, een middeleeuwse zorginstelling die zich uitstrekte tussen de Breestraat en de Aalmarkt.

## Het 'Gat van Van Nelle' en het Aalmarktproject
Sinds 1976 lag er op de plek van Aalmarkt 17 een gapend gat in de bebouwing dat werd gebruikt voor de bevoorrading van de Vroom & Dreesmann. Dit gat is ontstaan na de sloop van het pand van Van Nelle van de architecten Brinkman en Van der Vlugt, een voorbeeld van het nieuwe bouwen uit 1926. In het kader van het 'Aalmarktproject', waarbij dit deel van Leiden werd opgenomen in het winkelgebied, werd het 'Gat van Van Nelle' deels bebouwd met winkelpanden en deels bestemd tot doorlooproute naar de Breestraat. Een nieuwe voetgangers- en fietsersbrug, die de brug tussen Stille Mare en Waaghoofd heeft vervangen, sluit erop aan. De voetgangersroute die de Aalmarkt kruist is hierdoor verlegd van de Mandemakerssteeg naar de Catharinasteeg. Het project werd in 2012 door de gemeenteraad aangenomen en kwam in 2017 gereed.

## Fotogalerij

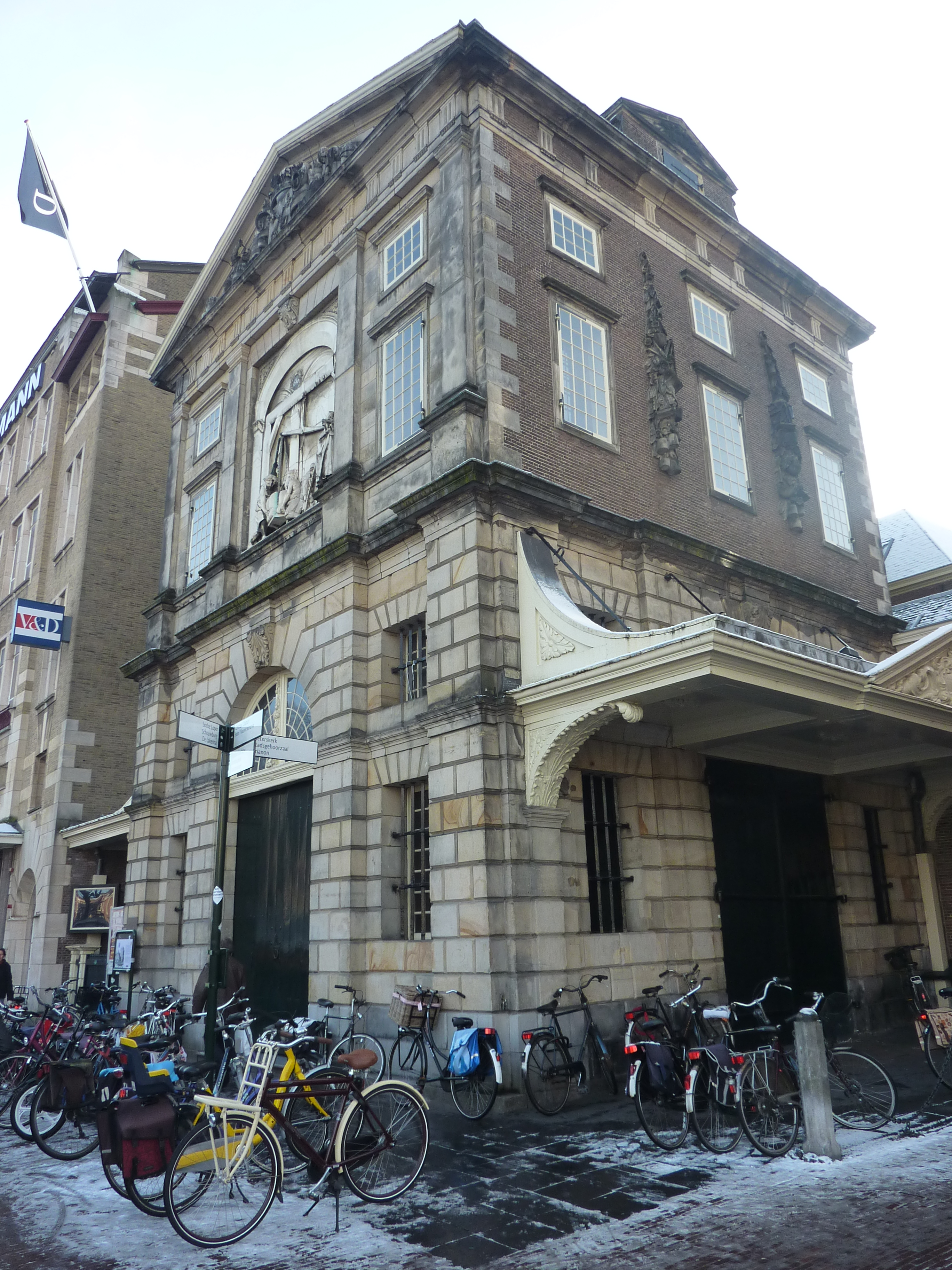
De Waag
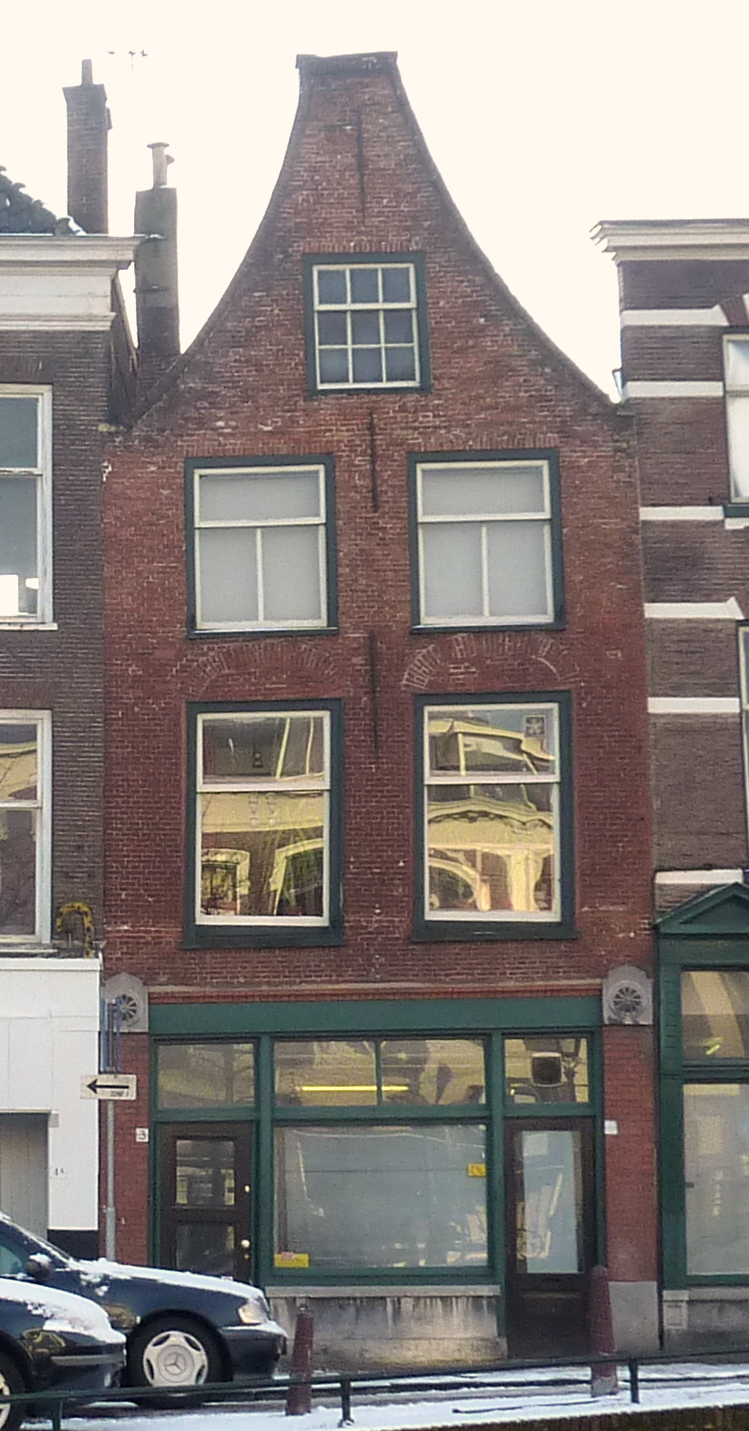
Aalmarkt 3
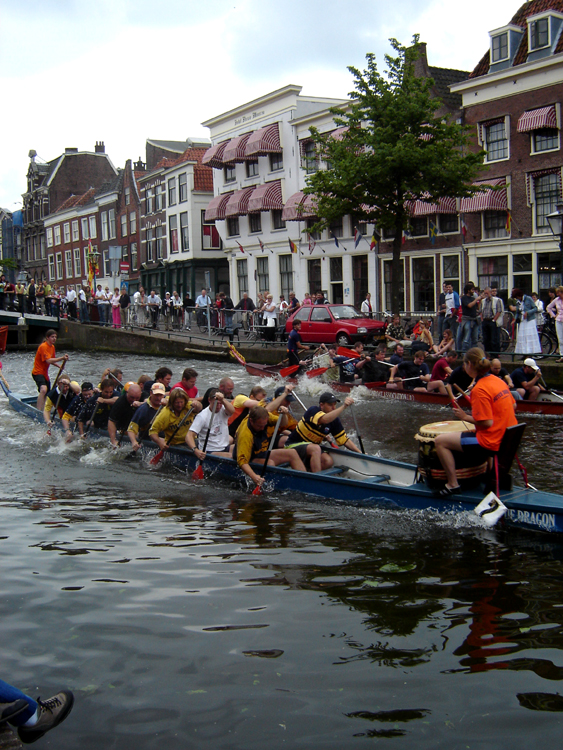
Dragonboatrace, Lakenfeesten 2005. Links de Aalmarkt, rechts de Boommarkt.
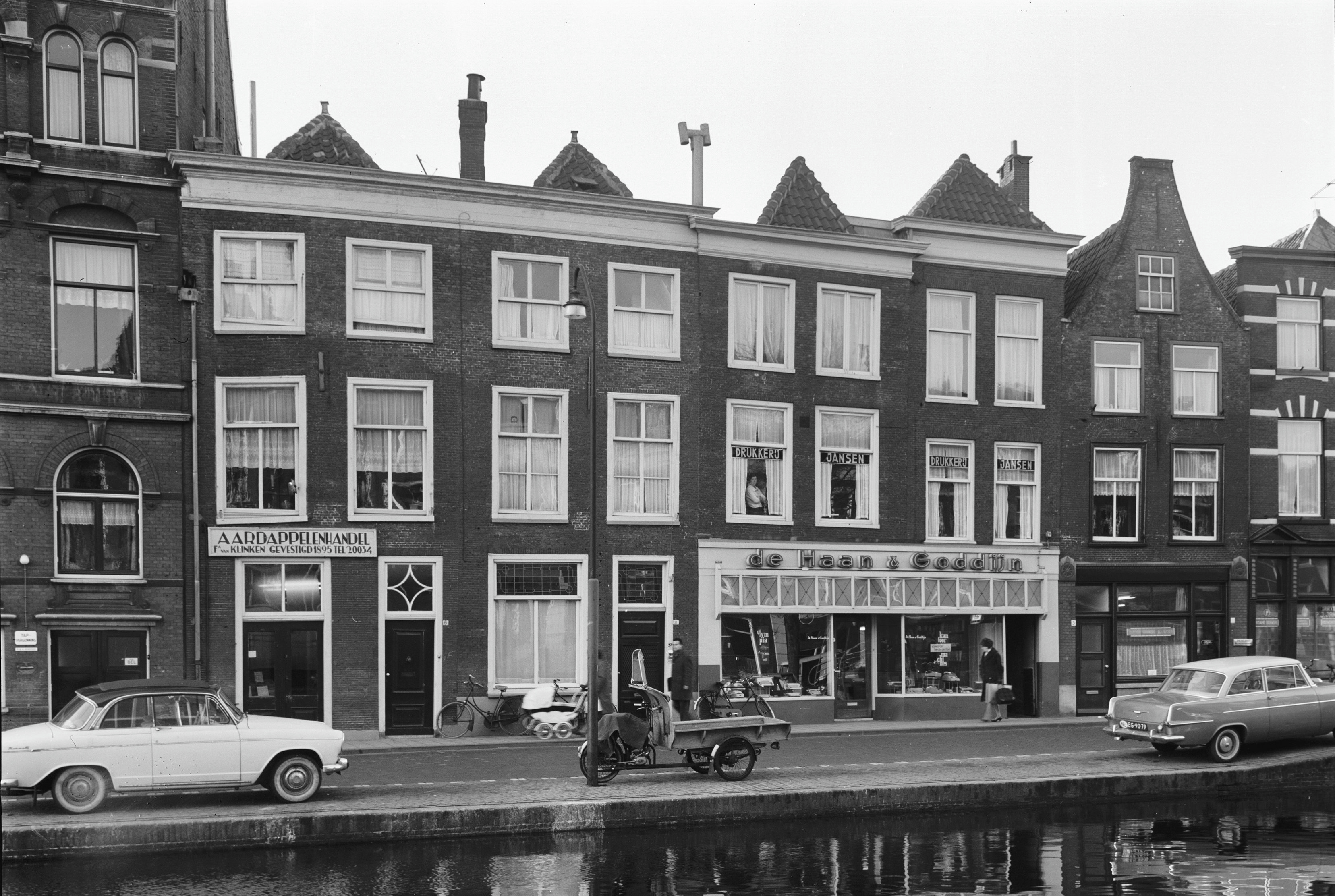
Panden aan de Aalmarkt in 1964.
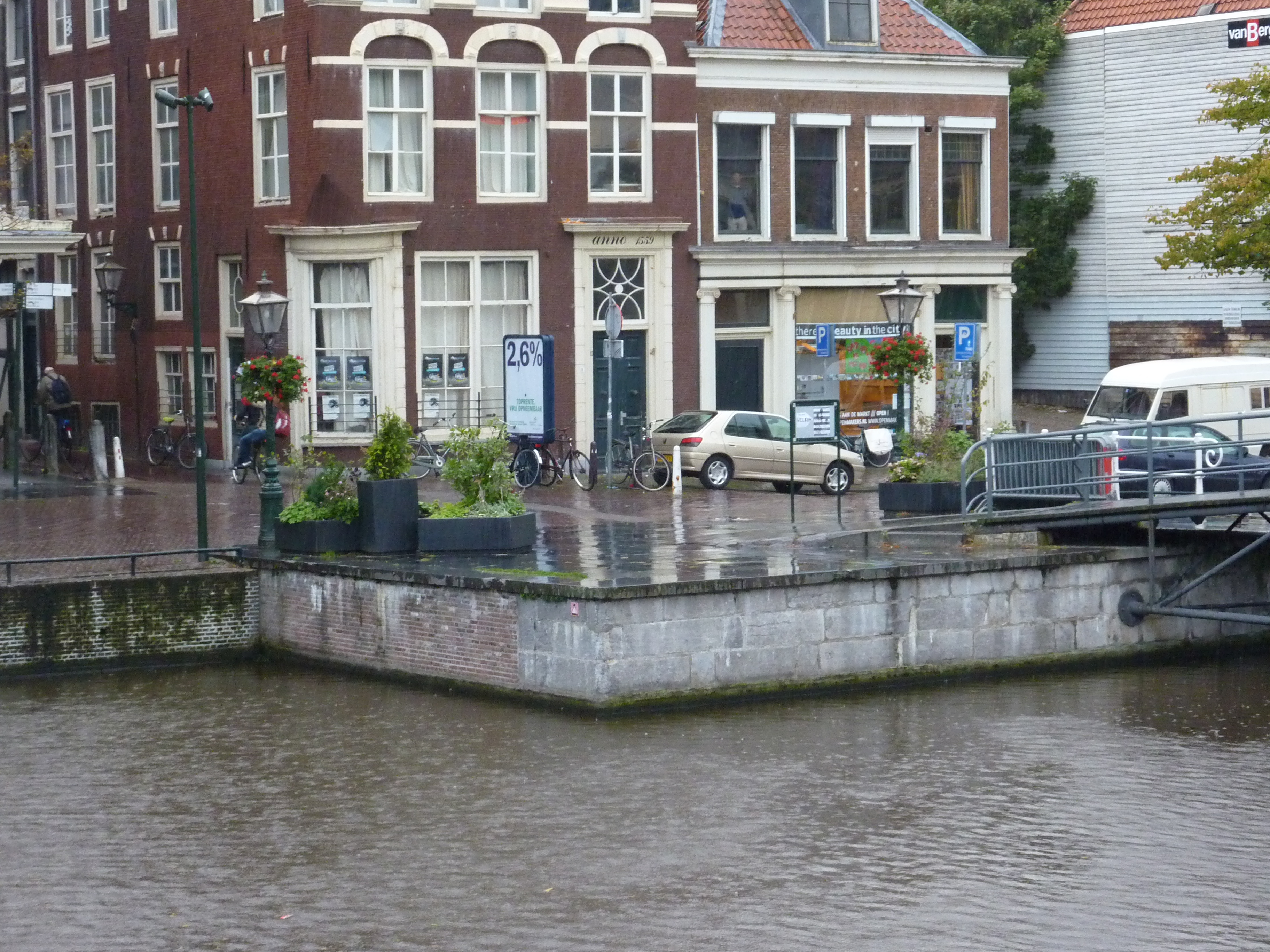
Waaghoofd met Aalmarkt 19-20, rechts het "Gat van Van Nelle"
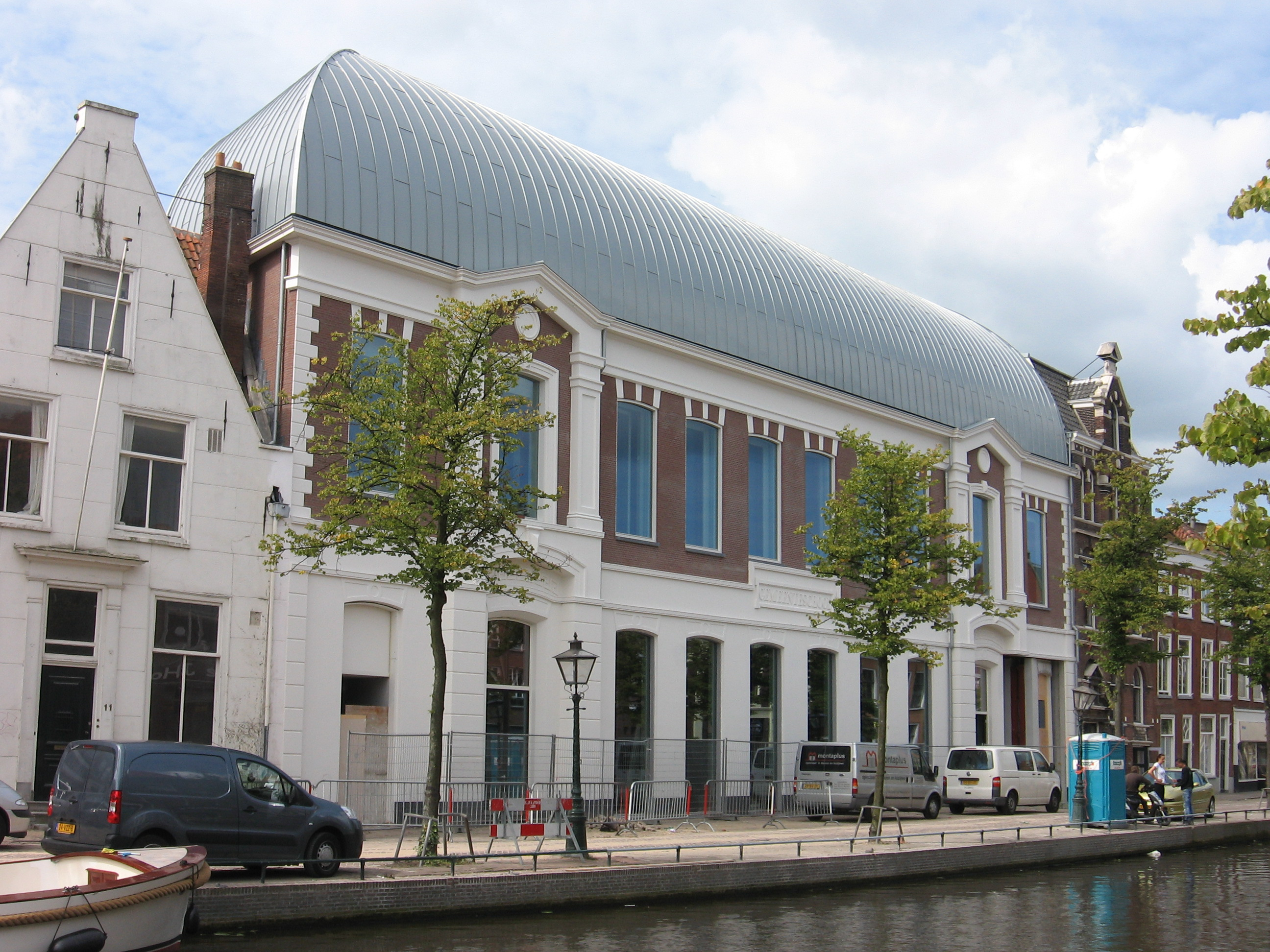
De Aalmarktzaal

Aalmarkt · Beschuitsteeg · 4e Binnenvestgracht · Botermarkt · Bouwelouwensteeg · Breestraat · Diefsteeg ·  Fokkestraat · Galgewater · Groenesteeg · Haarlemmerstraat · Hogewoerd · Korte Bouwelouwensteeg · Lammermarkt · Noordeinde · Van der Werfstraat  · Witte Singel · Zoeterwoudsesingel